# Yesasia.com
YesAsia ist ein Onlineshop, der Unterhaltungselektronik, CDs, DVDs, Computer- und Videospiele, Spielwaren und Zeitschriften verkauft. Das Unternehmen wurde 1998 von Joshua K. Lau unter der Firma ASIA CD gegründet und liefert weltweit.
2006 eröffnete das Unternehmen die Webseite YesStyle.com, über die Mode aus Südkorea, Japan, China, Taiwan und Hongkong vertrieben wird.
Am 26. September 2009 wurde der YesStyle Store in Stonestown Galleria in San Francisco eröffnet.
Von dem Magazin Internet Retailer wurde die Website als eine der 50 besten E-Commerce-Webseiten 2007 ausgezeichnet.
2010 erzielten YesAsia Holdings Ltd. einen Umsatz von 34.933.000 US-Dollar.